# Трунов, Константин Иванович
Константи́н Ива́нович Труно́в (03.02.1896 г. Петербург — май 1977 г. Москва) — русский советский военный лётчик, советский писатель, изобретатель, крупный специалист в области тактики авиации. Участник Первой мировой и гражданской войн. Начальник штаба Научно-испытательного института ВВС РККА. Автор книги о Петре Нестерове.
Прапорщик Российской армии, полковник РККА.

## Биография
Родился 3 февраля 1896 года в Санкт-Петербурге в крестьянской семье. В 1914 году окончил 7-классное Реальное училище Святой Екатерины в Санкт-Петербурге. В тот же год поступил на электромеханическое отделение Петроградского политехнического института. После второго курса написал прошение о временном отчислении его из института в связи уходом вольноопределяющимся в армию. С 05.06.1916 года начал службу в 1-й авиационной роте. В качестве «охотника» (добровольца) направлен на теоретические авиационные курсы в Петроградский политехнический институт. После успешного окончания курсов в группе из ста российских солдат и офицеров направлен в Англию для обучения полётам. Там сначала окончил авиашколу в Нортхолте, затем прошел обучение в школе воздушного боя в Апевоне. По возвращении в Россию назначен инструктором в Гатчинскую авиационную школу. 25.10.1917 года произведён в прапорщики.
Добровольно вступил в РККА. В звании «Военного лётчика» оставлен инструктором в Гатчинской, получившей название «Народная социалистическая авиационная школа». После передислокации школы в город Егорьевск, где школа стала называться «Егорьевская школа авиации РККВВФ» к должности инструктора добавляются обязанности наблюдателя за фотографической лабораторией. В соответствии с приказом Реввоенсовета К. И. Трунов 31.10.1919 года получает звание «Красный военный лётчик». С 1924 по 1943 годы Трунов преподаёт в различных авиационных учебных заведениях и работает на производстве. В 1926 году получает авторское свидетельство на зенитный прицел ТРОЗ для пулемётной стрельбы по самолётам (прицел Трунова — Ознобищева). В 1932 году окончил вечернюю Военно-воздушную академию им. Жуковского, оставлен там преподавателем тактики. С 1931 по 1935 год — начальник штаба НИИ ВВС (ныне ГЛИЦ ВВС). С 13.12.1935 — полковник (приказ НКО № 2601).
В конце 1930-х годов репрессирован. 29.05.1940 г. осуждён по 58-6 статье к 10 годам ИТЛ. Заключение отбывал в 4-м Спецотделе НКВД. Занимался проектированием и внедрением в серийное производство самолётов Пе-2 и Ту-2. 09.08.1943 г. за выполнение поставленных задач, по ходатайству наркома Шахурина и генеральных конструкторов Туполева и Мясищева, Берия обратился к Сталину о досрочном освобождении 38-ми специалистов (в том числе и Константина Ивановича Трунова) со снятием с них судимости и направлении их для работы в НКАП. Последовала резолюция «Товарищу Берия. Согласен. И. Сталин».
После освобождения К. И. Трунов работал в различных НИИ, в том числе в КБ С. П. Королёва. Написал книгу о выдающемся русском лётчике «Петр Нестеров», книга выдержала несколько изданий.
Умер в Москве в 1977 году.